# Аика (Болцано)
Аика (итал. Aica) је насеље у Италији у округу Болцано, региону Трентино-Јужни Тирол.
Према процени из 2011. у насељу је живело 398 становника. Насеље се налази на надморској висини од 745 м.